# ObjectStar
ObjectStar is een commerciële programmeertaal voor het bouwen van platformonafhankelijke applicaties, oorspronkelijk ontwikkeld door Amdahl en daarna ondergebracht in een apart bedrijf met de naam van hun (enig) product.
ObjectStar beschikt over een toolset waarmee het mogelijk is om de 'buitenkant' van applicaties te kunnen bouwen (schermen en rapporten), de 'binnenkant' van applicaties te kunnen bouwen (proces-logica in de vorm van Rules) en de 'onderkant' van applicaties te kunnen bouwen (tabeldefinities). ObjectStars ontwikkelomgeving werd geschreven in de taal zelf. ObjectStar werd in 2005 overgenomen door TIBCO.
Vroeger werd deze programmeertaal HURON genoemd; het was genoemd naar een plaats in Ohio.
Bijzondere eigenschappen van deze taal zijn:
- Programmatuur bestaat uit kleine stukjes code (RULES) die naar elkaar verwijzen. Dit werkt herbruikbaarheid in de hand.
- Er bestaat geen IF ... THEN ... instructie. Een RULE begint steeds met een CONDITIE-blok. In dit blok wordt beslist welke stukken code uitgevoerd moeten worden en welke niet.